# Xanthorrhoea malacophylla
Xanthorrhoea malacophylla är en grästrädsväxtart som beskrevs av D.J.Bedford. Xanthorrhoea malacophylla ingår i släktet Xanthorrhoea och familjen grästrädsväxter. Inga underarter finns listade i Catalogue of Life.

## Bildgalleri

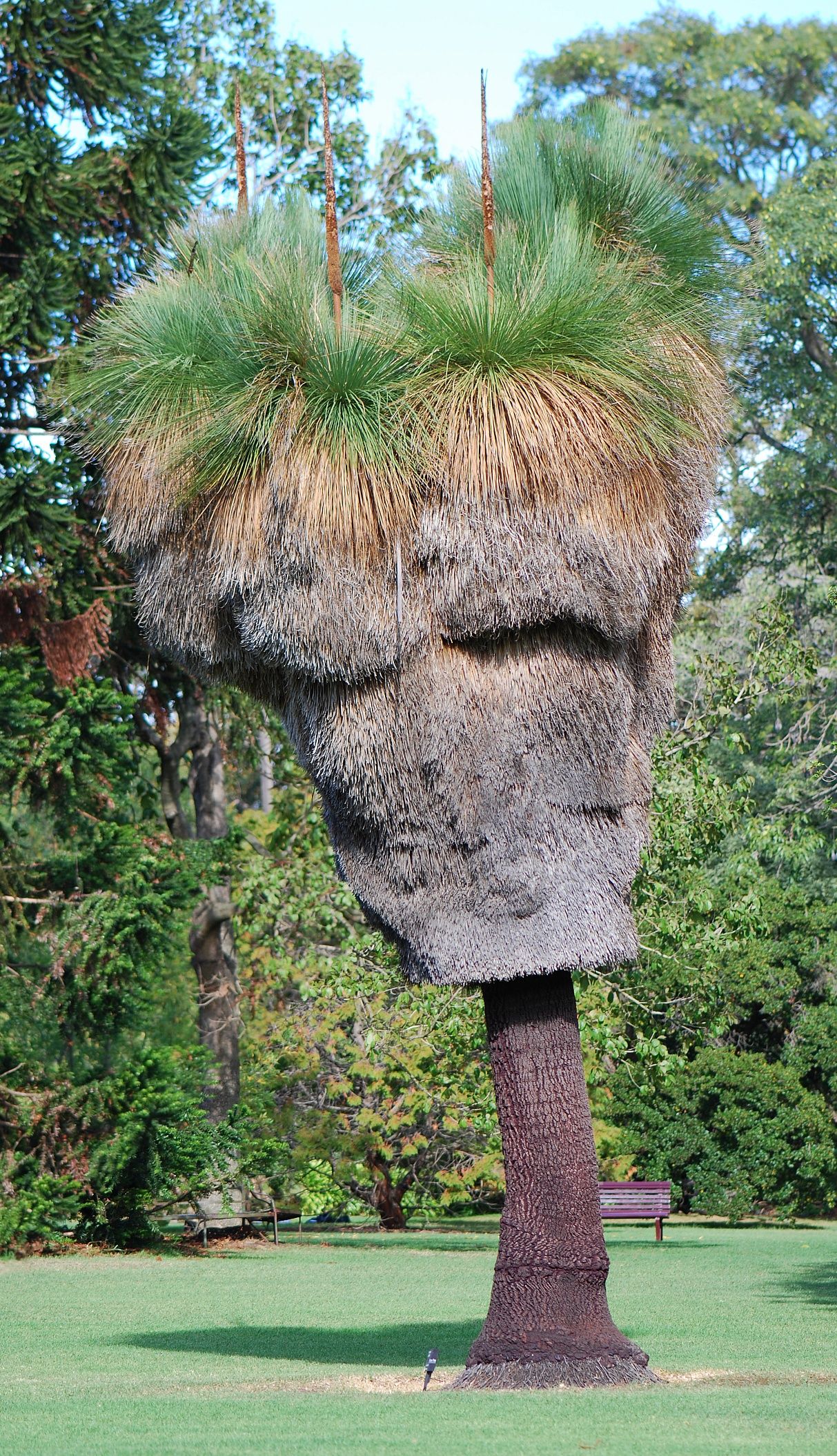